# Verno
Verno (řecky Βέρνο) je pohoří nacházející se na hranicích Řecka (prefektury Kastorie a Florina), kde leží větší část a Severní Makedonie. Nejvyšší vrchol je Vitsi (2128 m), který leží nedaleko silničního sedla Klisoura. To od sebe odděluje Kastorii od jezera Vegoritis. Zde také sousedí Verno se skupinou Vermio (2052 m). Na severu hraničí masiv Verno s severomakedonským pohořím Baba.

## Charakteristika
Masiv Verno je zhruba 30 km dlouhý a 25 km široký. Je tvořen jednolitým hřebenem vedoucího ve směru Prespanského jezera, na severu a jezera Hemaditis na jihu. Na jihozápadě hor leží jezero Kastoria, na západě teče řeka Aliakmon. V nižších pásmech pohoří se daří především borovicovým lesům. V podhůří nalezneme pastviny. Nejvyšší partie hor ovládají keřové porosty. V oblasti kolem hor leží několik vesnic, vedou zde lesní cesty, jež několik jich zabíhá přímo do hor.